# Estêvão III da Baviera
Estêvão III da Baviera (em alemão: Stephan III der Kneißl, Herzog von Bayern; 1337 — 26 de setembro de 1413) foi um duque da Baviera de 1375 até sua morte. Era o filho mais velho do duque Estêvão II e Isabel da Sicília.

## Descendência
Seus avós maternos eram Frederico II (ou III) da Sicília e Leonor de Anjou. Seus pais eram Carlos II de Nápoles e Maria Árpád da Hungria.
Maria era filha de Estêvão V da Hungria e sua esposa, a rainha Isabel, que era filha de Zayhan de Kuni, um chefe da tribo Cumano e tinha sido um pagão antes de seu casamento.
Estêvão V era um filho de Bela IV da Hungria e Maria Lascarina. Maria Lascarina era filha de Teodoro I Láscaris e Ana Comnena Angelina. Ana era a filha do imperador bizantino Aleixo III e Eufrósine Ducena Camaterina.

## Reinado
De 1375 até 1392, Estêvão governou a Baviera com seus irmãos Frederico e João II. No entanto, em 1392, Bavaria foi dividida em três ducados separados, agora constituídos por Landshut, Ingolstádio e Munique. João II dividiu a Baviera como o resultado de sua recusa em financiar as caras ambições de seus irmãos na corte italiana. Após a divisão da Baviera, Estêvão reteve Ingolstádio, embora logo tenha passado a considerar a sua parte como inferior aos outros dois ducados. De 1395-1397, também manteve em conjunto Munique com João II, após um conflito armado entre os irmãos.
Após a morte de seus dois irmãos, tentou estender seu ducado, desta vez fazendo conflito com seus sobrinhos. Em oposição a eles, também apoiou o rei Roberto da Germânia contra os Luxemburgo. Em 1402 foi forçado por seu sobrinho Ernesto a confinar o seu reinado à Baviera-Ingolstádio. Em 1403, apoiou a revolta dos cidadãos de Munique, embora tenha falhado. Sua última tentativa em 1410 em reconquistar Tirol, que seu pai tinha cedido ao Grão-Ducado do Habsburgo foi igualmente vencida.

## Família e filhos
Foi casado duas vezes. Primeiro, se casou em 13 de outubro de 1364 com Tadeia Visconti, filha de Bernabò Visconti e Beatrice Regina della Scala. Se casou pela segunda vez em Colônia, em 16 de janeiro de 1401 com Isabel de Cleves, filha do conde Adolfo III de Cleves. Tinha, de seu primeiro casamento, um filho, Luís VII, Duque da Baviera, que o sucedeu em Baviera-Ingolstádio, e uma filha, que se tornou a rainha francesa, Isabel da Baviera.